# Automolus
Automolus là một chi chim trong họ Furnariidae.

## Các loài
- Automolus infuscatus (Sclater, PL, 1856)
- Automolus lammi Zimmer, 1947[2][3]
- Automolus leucophthalmus (Wied-Neuwied, 1821)
- Automolus melanopezus (Sclater, PL, 1858)
- Automolus paraensis Hartert, 1902[4]
- Automolus ochrolaemus (Tschudi, 1844)
- Automolus rufipileatus (Pelzeln, 1859)
- Automolus subulatus (Spix, 1824)